# Panderichthys
Panderichthys es un género extinto de peces sarcopterigios similares a un tetrápodo que vivieron durante el período Devónico Superior (Frasniense), hace 380 millones de años; fue hallado en Letonia. Medía de 90 a 130 cm de longitud. Tenía una cabeza grande similar a la de los tetrápodos. 
Panderichthys se considera el pariente evolutivo más cercano a los tetrápodos que aún poseía aletas.
Panderichthys posee características intermedias entre los peces de aletas lobuladas y los primeros tetrápodos, como Acanthostega. La evolución de pez a tetrápodo terrestre requirió muchos cambios fisiológicos y anatómicos, que afectaron principalmente a las patas y sus estructuras de soporte, las cinturas.
Los fósiles de Panderichthys, bien preservados, muestran claramente esta transición, lo que hace de este ejemplar un raro y muy importante hallazgo para explicar la historia de la vida.

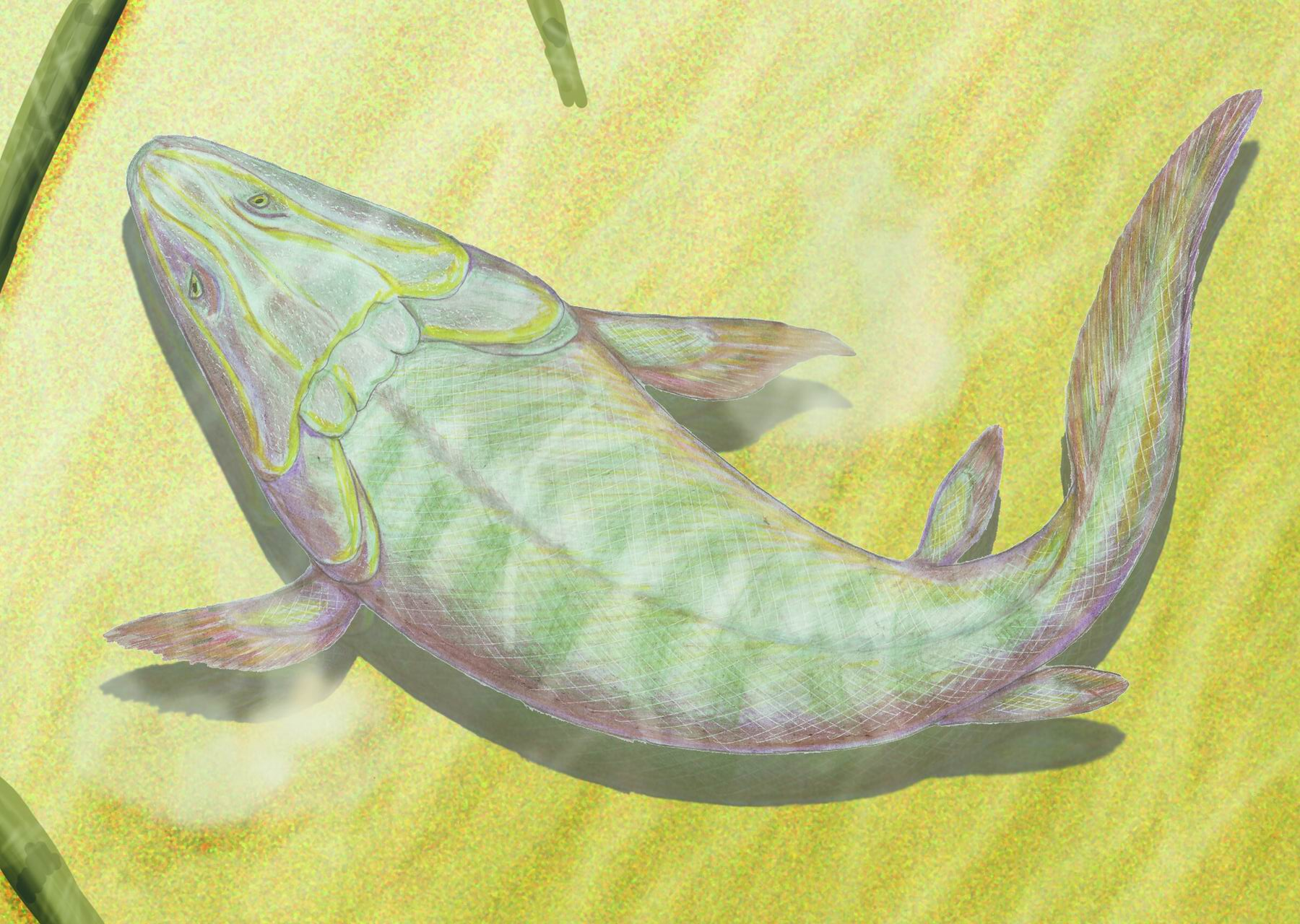
Panderichthys rhombolepis

Panderichthys fue el ancestro de los primeros tetrápodos, a partir de los cuales descendieron el resto de vertebrados terrestres, incluido el hombre.
La característica más notable de Panderichthys es la existencia de un espiráculo, un tubo vertical que se abría sobre su cabeza y que usaba para aspirar agua mientras se encontraba enterrado en el barro. El espiráculo se transformó, durante su evolución, en el estribo, uno de los tres huesecillos del oído medio.
Una reciente reexaminación de los fósiles conocidos ha mostrado cuatro radios óseos distales muy diferenciados en el extremo de las aletas. Estos huesos, similares a dedos, no muestran articulaciones y son muy cortos, pero, sin embargo, representan una forma intermedia entre los peces y los tetrápodos.